# TE缓冲液
TE缓冲液（英語：TE buffer）是分子生物学中常用的缓冲溶液，尤其是涉及到DNA、cDNA或RNA的步骤中。“TE”这个单词得名于其组分：Tris（常用的 pH缓冲液）及EDTA（用于螯合如Mg2+等阳离子的分子）。使用TE溶液的目的是：在溶解DNA或RNA的同时保护其不被降解。

## 配方
配制1×TE缓冲液的典型配方是：
- 10 mM Tris，使用HCl将其pH调成8.0
- 1 mM EDTA

TE缓冲液通常被称为T10E1缓冲液，读成“T十E一缓冲液”。如需配制100 mL的T10E1缓冲液，只需加入1 mL的1 M Tris-HCl（pH 8.0）和0.2 mL的EDTA（0.5 M）以双蒸水定容到100mL即可。
基于1980年代对核酸酶的研究，对于RNA来说pH通常调到7.5，而DNA通常调到8.0。相应的DNA及RNA核酸酶在这些pH值下活性较低，但pH=8.0时对于储存DNA及RNA来说都很安全。
EDTA通过结合酶所需的金属阳离子的方式进一步抑制核酸酶的活性。
基因组及质粒DNA可在4℃下短期储存于TE缓冲液之中，或在-20℃～-80℃下长期储存并应避免反复冻融。